# دانييلا كاستيلو
دانييلا كاستيلو (بالإسبانية: Daniela Castillo)‏ هي مغنية وكاتبة أغاني وممثلة تشيلية، ولدت في 26 سبتمبر 1984 في سانتياغو في تشيلي.

## وصلات خارجية
- دانييلا كاستيلو على موقع IMDb (الإنجليزية)
- دانييلا كاستيلو على موقع ميوزك برينز (الإنجليزية)
- دانييلا كاستيلو على موقع ديسكوغز (الإنجليزية)
- دانييلا كاستيلو على موقع قاعدة بيانات الفيلم (الإنجليزية)